# Eerste divisie (vrouwenhandbal) 2015/16
De Eerste divisie is de op een na hoogste afdeling van het Nederlandse handbal bij de vrouwen op landelijk niveau. In het seizoen 2015/2016 werd Borhave kampioen. Borhave en Maedilon/VZV promoveerden naar de eredivisie. VENECO VELO en Westfriesland/SEW 2 degradeerden naar de Tweede Divisie.

## Teams
| Club                | Plaats     | Provincie     | Trainer           | Hal                     |
| ------------------- | ---------- | ------------- | ----------------- | ----------------------- |
| FIQAS/Aalsmeer      | Aalsmeer   | Noord-Holland | Herman Schaap     | De Bloemhof             |
| Bentelo             | Bentelo    | Overijssel    | Arjan Avrink      | de Pol                  |
| Targos Bevo HC      | Panningen  | Limburg       | Osvaldo Gomes     | De Heuf                 |
| Borhave             | Borne      | Overijssel    | Miro Starre       | Sporthal ’t Wooldrik    |
| ACMAA/D.S.V.D.      | Deurningen | Overijssel    | Herman Keppels    | Sporthal 't Hoge Vonder |
| Foreholte           | Voorhout   | Zuid-Holland  | Ricardo Clarijs   | Elsgeest                |
| Fortissimo          | Cothen     | Utrecht       | Kees Boomhouwer   | Kersenakker/Cothen      |
| AJ Sports/Hellas    | Den Haag   | Zuid-Holland  | Nico Stet         | Hellashal               |
| PSV                 | Eindhoven  | Noord-Brabant | Marc van de Walle | de Vijfkamp             |
| Virto/Quintus 2     | Kwintsheul | Zuid-Holland  | Nicole Grandazzi  | Van de Voorthal         |
| Westfriesland/SEW 2 | Nibbixwoud | Noord-Holland | Henk Plettenburg  | Westfrieslandhal        |
| United Breda        | Breda      | Noord-Brabant | Moshen Daghrir    | Haagse Beemden          |
| VENECO VELO         | Wateringen | Zuid-Holland  | Ferry Bakker      | VELO hal                |
| Maedilon/VZV        | 't Veld    | Noord-Holland | Betty Plasmeyer   | 't Zijveld              |

## Reguliere competitie
| Pos | Club                | Wed | W  | G | V  | Ptn | DV  | DT  | +/−  | Opmerking                                                       |
| --- | ------------------- | --- | -- | - | -- | --- | --- | --- | ---- | --------------------------------------------------------------- |
| 1   | Borhave             | 26  | 22 | 2 | 2  | 46  | 782 | 555 | 227  | Kampioen, promotie Eredivisie                                   |
| 2   | ACMAA/D.S.V.D.      | 26  | 21 | 1 | 4  | 43  | 718 | 578 | 140  | (Vervangende) periodekampioen; gekwalificeerd voor nacompetitie |
| 3   | Maedilon/VZV        | 26  | 18 | 2 | 6  | 38  | 713 | 551 | 162  | (Vervangende) periodekampioen; gekwalificeerd voor nacompetitie |
| 4   | Virto/Quintus 2     | 26  | 18 | 1 | 7  | 37  | 668 | 613 | 55   |                                                                 |
| 5   | Foreholte           | 26  | 17 | 0 | 9  | 34  | 753 | 687 | 66   | (Vervangende) periodekampioen; gekwalificeerd voor nacompetitie |
| 6   | Fortissimo          | 26  | 15 | 2 | 9  | 32  | 751 | 670 | 81   | (Vervangende) periodekampioen; gekwalificeerd voor nacompetitie |
| 7   | FIQAS/Aalsmeer      | 26  | 12 | 2 | 12 | 26  | 654 | 661 | −7   |                                                                 |
| 8   | PSV                 | 26  | 9  | 3 | 14 | 21  | 578 | 581 | −3   |                                                                 |
| 9   | United Breda        | 26  | 8  | 3 | 15 | 19  | 540 | 620 | −80  |                                                                 |
| 10  | Bentelo             | 26  | 9  | 0 | 17 | 18  | 609 | 716 | −107 |                                                                 |
| 11  | AJ Sports/Hellas    | 26  | 8  | 1 | 17 | 17  | 583 | 635 | −52  |                                                                 |
| 12  | Targos Bevo HC      | 26  | 8  | 1 | 17 | 17  | 566 | 681 | −115 |                                                                 |
| 13  | Westfriesland/SEW 2 | 26  | 6  | 1 | 19 | 11  | 597 | 725 | −128 | Degradatie Tweede divisie                                       |
| 14  | VENECO VELO         | 26  | 0  | 3 | 23 | 3   | 582 | 821 | −239 | Degradatie Tweede divisie                                       |

## Nacompetitie
Maedilon/VZV weet de eerste plek te bemachtigen in de nacompetitie en promoveert naar de eredivisie.